# Gastrochilus gongshanensis
Gastrochilus gongshanensis är en orkidéart som beskrevs av Zhan Huo Tsi. Gastrochilus gongshanensis ingår i släktet Gastrochilus och familjen orkidéer. Inga underarter finns listade i Catalogue of Life.